# الدوري المغربي لكرة القدم 1966–67
الدوري المغربي لكرة القدم 1966-1967 هو الموسم 11 من البطولة الوطنية المغربية لكرة القدم . يتنافس خلاله 16 من أفضل الأندية الوطنية المغربية.توج بهذا الموسم فريق الجيش الملكي .